# Memento Mori (игра)
Memento Mori (рус. Memento Mori: Помни о смерти) — компьютерная игра 2008 года, в жанре квест от третьего лица, разработанная чешской компанией Centauri Production и была издана в Чехии компанией Cinemax.
За пределами Чехии игра была издана компанией dtp Entertainment в Германии, датируемой датой от 31 октября 2008 года, Lace Mamba Games в Англии, и Got Game Entertainment в Америке. Российская версия игры вышла 24 декабря 2008 года, издателем которой стала Акелла.

## Сюжет
Игра повествует о похищениях картин в Государственном Эрмитаже, расследование которых берёт на себя отважная женщина по имени Лариса Светлова. Однако улики и новые сведения, появляющиеся в процессе расследования, навлекают большие неприятности и трагедии. Конец расследования будет во многом зависеть от решений игрока.

## Особенности игры
Игрок играет роль за двух персонажей поочередно: сотрудницу Интерпола Лару, и обвинённого, но не оправданного вора картин Максима Дюрана. В игре есть 6 различных окончаний. Конец игры зависит от решения игрока, когда ему будет предоставляться выбор дальнейших действий персонажа.

## Локации

Одна из локаций Memento Mori.

В игре есть 5 локаций по которым игрок может перемещаться, в том числе; Санкт-Петербург, Лион, Финский монастырь, Португалия (Лиссабон), Шотландия.

## Основные персонажи
Максимиллиан (Макс) Дюран — один из главных героев игры. Француз. Ранее писал картины, затем стал подделывать шедевры других художников, на чём и был пойман. Не посажен в тюрьму только благодаря усилиям Ларисы и полковника российской милиции Останковича, о чём неустанно напоминает ему последний. Макс помогает Останковичу, так как полковник шантажирует его досье о преступлениях Дюрана.
В детстве произошла трагедия. О ней подробнее узнаете в ходе игры.
Лариса Светлова — одна из главных героев игры. Русская. Ранее служила в русской милиции под началом Останковича, однако позже переехала во Францию и перешла на работу в Интерпол. Неофициально помогает бывшему начальнику в расследовании, так как последний угрожает ей отрицательно повлиять на её карьеру и испортить жизнь Максу, которому героиня симпатизирует.
Полковник Останкович — один из главных героев игры. Русский. Работает в русской милиции в Петербурге, начальник двенадцатого отдела милиции по борьбе с подделкой и хищением произведений искусства. Имеет досье на Макса Дюрана, о чём не раз напоминает в ходе расследования. Должен получить награду за успешную государственную службу из рук Президента, однако внезапная кража картин из музея может стать этому помехой, поэтому Останкович шантажом заставляет участвовать в расследовании Макса и Лару.

## Отзывы
| Сводный рейтинг | Сводный рейтинг |
| Агрегатор       | Оценка          |
| --------------- | --------------- |
| GameRankings    | 65,70 %         |